# ماراکس
ماراکس (به اسپانیایی: Marracos) یک دهستان در اسپانیا است که در استان ساراگوسا واقع شده‌است. ماراکس ۱۶٫۹۲ کیلومتر مربع مساحت و ۱۰۴ نفر جمعیت دارد.